# 1. FFV Erfurt
Der 1. FFV Erfurt ist ein Frauenfußballverein aus Erfurt. Der Verein wurde am 25. Juni 1997 gegründet und spielte in der Regionalliga Nordost sowie in der Verbandsliga Thüringen. Die Vereinsfarben sind Rot und Schwarz.

## Geschichte

### Grün-weiße Wurzeln
Die Wurzeln des 1. FFV Erfurt liegen beim SV Grün-Weiß Erfurt. 1992 schaffte der SV Grün-Weiß Erfurt den Aufstieg in die Oberliga Nordost (heute Regionalliga), zum damaligen Zeitpunkt die zweithöchste Spielklasse in Deutschland. Sportlich zeigte sich die Mannschaft in den nächsten Jahren schwankend, das Team kämpfte vorwiegend gegen den Abstieg. In der Saison 1994/95 erreichte man mit dem 6. Platz den größten Erfolg in dieser Zeit. Am 25. Juni 1997 trennte sich die Frauenfußballabteilung vom Hauptverein und gründete den 1. FFV Grün-Weiß Erfurt. Aus personellen Gründen zog der Verein im ersten Spieljahr seine Mannschaft aus der Regionalliga zurück und startete in der Landesliga Thüringen. In den darauffolgenden Jahren wurde die Mannschaft verjüngt und die Priorität auf die Jugendarbeit gesetzt.

### Die Geburtsstunde des 1. FFV
Im Jahre 2003 wurde der Name „Grün-Weiß“ komplett aus dem Vereinsnamen gestrichen, nunmehr war der 1. FFV Erfurt ein fester Bestandteil des Frauenfußballs in Thüringen. Die Arbeit der vergangenen Jahre trug erste Früchte. 2005 wurde die Mannschaft das erste Mal Thüringer Hallenmeister und beendete damit die jahrelange Dominanz des FF USV Jena. Mit einem Altersschnitt von 19 Jahren wurde das Team in der Saison 2005/06 Vizemeister der Landesliga Thüringen. Durch den Verzicht des FSV 1921 Uder an der Aufstiegsrunde teilzunehmen, durfte der 1. FFV Erfurt an seine Stelle treten. Im entscheidenden Spiel siegte man zu Hause mit 3:1 gegen die Fortuna Dresden-Rähnitz. Nach acht Jahren Abstinenz schaffte das junge Erfurter Team damit den Wiederaufstieg in die Regionalliga. Im Jahre 2014 stieg der 1. FFV zwar aus der Regionalliga ab, doch 12 Monate später gelang nach einer erfolgreichen Relegation der Wiederaufstieg. Am 21. April 2017 gab der Verein bekannt, trotz sportlicher Qualifikation für die neue Regionalliga-Saison ab dem Sommer 2017 in der Verbandsliga Thüringen mit seiner ersten Frauenmannschaft anzutreten. In der Saison 2017/18 folgte neben der Meisterschaft in der Verbandsliga auch der Landespokalsieg und die Hallenmeisterschaft. 2019 gelang der Wiederaufstieg in die Regionalliga.

### Erfolge und Nachwuchsförderung
In den Jahren 2010 bis 2013 gewann die Mannschaft viermal hintereinander den Thüringer Pokal und erreichte damit die Teilnahmeberechtigung für den DFB-Pokal. Seit 2005 besteht im Verein auch eine zweite Mannschaft, die in der Saison 2007/08 den Aufstieg in die Landesliga Thüringen schaffte. In der Saison 2011/12 wurde aus der B-Mädchenmannschaft die 3. Frauenmannschaft, die bereits in der Folgesaison in die Landesklasse Thüringen/West aufsteigen konnte. Vor allem der Nachwuchs steht im Vordergrund, wovon zahlreiche Landes- und Hallenmeistertitel sowie Pokalsiege zeugen. Seit dem Jahr 2014 bietet der Verein zusätzlich ein spezielles vereinsunabhängiges Talentetraining. Das mittelfristiges Ziel des Vereins ist es, ein Leistungs- und Trainingszentrum in Thüringens Landeshauptstadt Erfurt zu entwickeln.

## Erfolge
- Aufstieg in die Ober-/Regionalliga Nordost 1992, 2006, 2015, 2019
- Thüringer Landesmeister 2015, 2017, 2019
- Thüringer Pokalsieger 2006, 2007, 2010, 2011, 2012, 2013, 2014, 2017
- Thüringer Hallenmeister 2005, 2006, 2012, 2013, 2015, 2017

## Mannschaften 2025/26
- 1. Frauenmannschaft (Frauen-Regionalliga Nordost)
- 2. Frauenmannschaft (Frauen-Thüringenliga Staffel Ost)
- B-Mädchen (Verbandsliga weiblich)
- C-Mädchen (Verbandsliga weiblich)
- D-Mädchen (Verbandsliga weiblich)
- E-Mädchen / Bambini (TFV-Turnierserie weiblich)